# Sam Baldock
Pour les articles homonymes, voir Baldock (homonymie).
Samuel Edward Thomas Baldock est un footballeur anglais, né le 15 mars 1989 à Buckingham (Royaume-Uni), en Angleterre. Il évolue au poste d'attaquant.

## Biographie
Le 27 août 2014 il rejoint Brighton & Hove Albion.
Le 30 juillet 2018, il rejoint Reading.
Le 17 août 2021, il rejoint Derby County.
Le 9 octobre 2024, son frère George Baldock, également footballeur, est retrouvé mort dans sa piscine.

## Palmarès
MK Dons
- - Champion d'Angleterre de D4 en 2008
  - Vainqueur du Football League Trophy en 2008

- Championnat d'Angleterre de D2 :
  - Vice-champion : 2017.